# جمال جعفروف
جمال جعفروف (ترکی آذربایجانی: Camal Cəfərov؛ زادهٔ ۲۵ فوریهٔ ۲۰۰۲) بازیکن فوتبال است.